# Tirreno-Adriatico
La Tirreno-Adriatico è una corsa a tappe maschile di ciclismo su strada che si svolge in Italia annualmente nel mese di marzo. La prima edizione della corsa risale al 1966. È considerata la principale corsa per la preparazione della Milano-Sanremo e una delle corse più importanti di inizio stagione. Si svolge in contemporanea alla Parigi-Nizza, anch'essa della durata di una settimana.
Deve il suo nome al fatto che il percorso inizia ogni anno in una località posta sul mar Tirreno e termina sul mare Adriatico. Per questo è stata anche soprannominata "la corsa dei due mari". In particolare l'ultima tappa è sempre arrivata a San Benedetto del Tronto, a eccezione della prima edizione, quando la città marchigiana fu sede d'arrivo della seconda delle tre frazioni. Con il tempo la partenza si è spostata dal sud al centro-nord.
Dal 2005 al 2007 ha fatto parte del calendario dell'UCI ProTour, mentre nel 2009 fu inserita nel calendario mondiale UCI, a sua volta sostituito, dal 2011, dall'UCI World Tour.
Plurivincitore della corsa è Roger de Vlaeminck, con 6 affermazioni.

## Storia

### 1966-1983: gli inizi

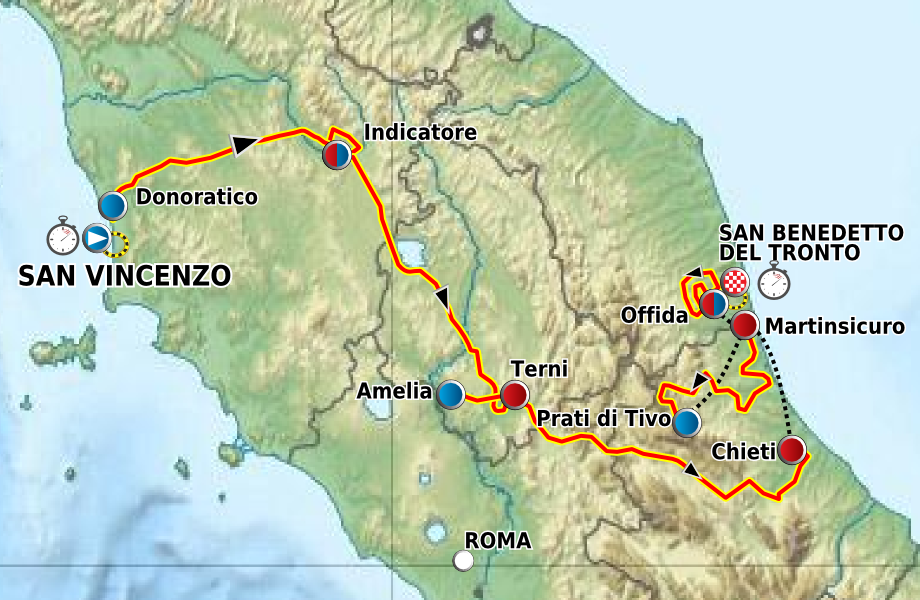
Il percorso dell'edizione 2012 partito dalla sponda tirrenica livornese e arrivato nella tradizionale località di San Benedetto del Tronto

Inizialmente annunciata con il nome di "Tre Giorni del Sud", la corsa fu organizzata per la prima volta nel 1966 su iniziativa del Velo Club Forze Sportive Romane, presieduto da Franco Mealli: la partenza della prima edizione venne fissata a Roma l'11 marzo e l'arrivo a Pescara il 13 marzo, dopo tre tappe, 603,5 chilometri e un percorso adatto ai passisti veloci. Il primo vincitore fu Dino Zandegù, mentre nel 1967 il successo andò a Franco Bitossi.
Negli anni '70, la giovane manifestazione divenne la gara di preparazione ideale per la prestigiosa classica italiana Milano-Sanremo, che si svolgeva circa una settimana dopo. Il belga Roger De Vlaeminck, specialista delle classiche, monopolizzò la corsa con sei vittorie consecutive e quindici tappe vinte. Dopo il periodo di De Vlaeminck, la gara fu teatro della rivalità tra le icone del ciclismo italiano Giuseppe Saronni e Francesco Moser, entrambi vincitori due volte.

### 1984-1996: l'inizio della fama

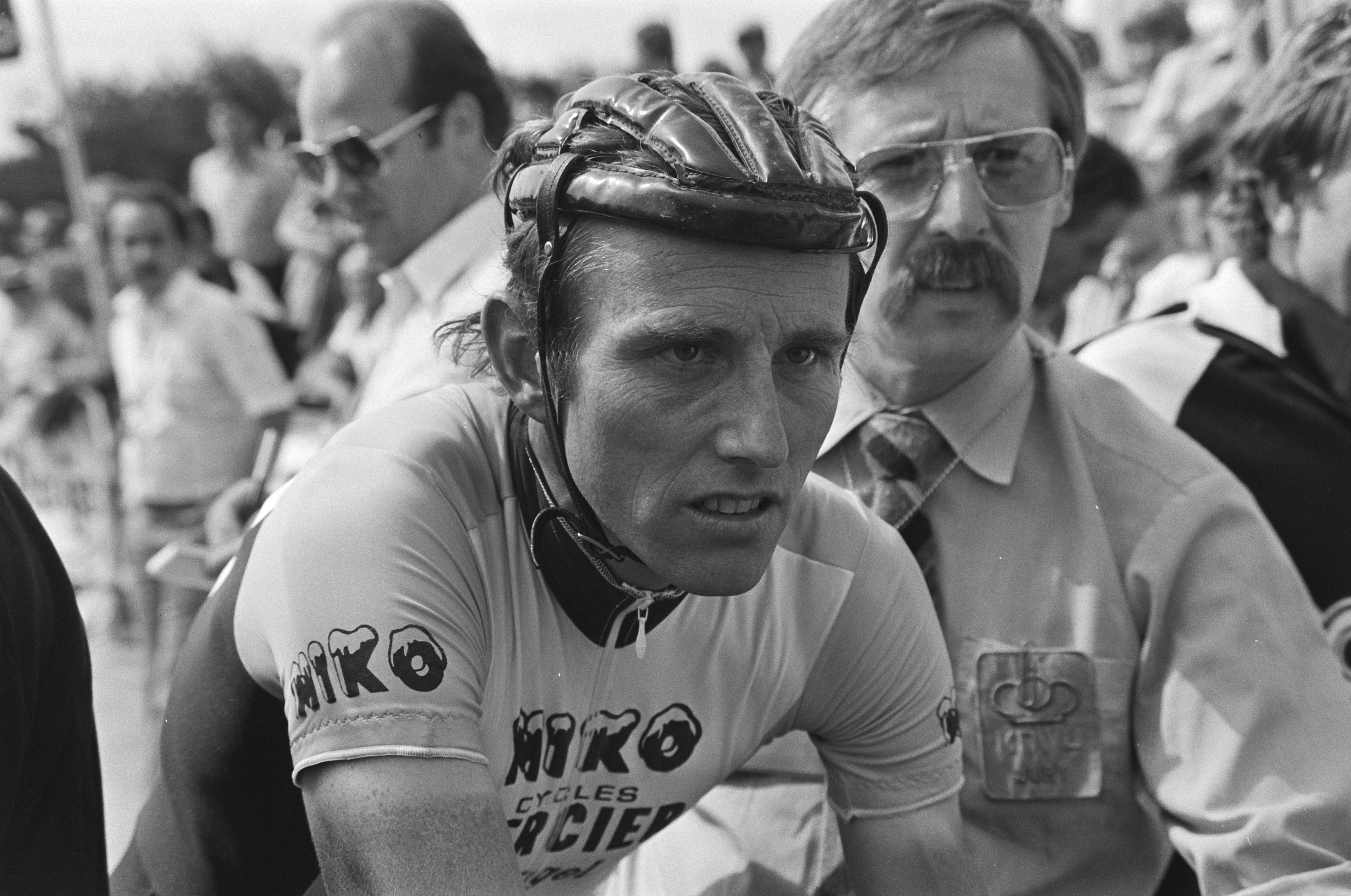
Joop Zoetemelk, primo vincitore del Tour de France ad ottenere il successo nella Corsa dei due mari

Dal 1984 al 1992 la corsa ha continuato a crescere ed è passata da sei a otto tappe, ed il percorso è stato spostato più a nord, nell'Italia centrale, con partenza dal Lazio o talvolta dalla Toscana ed ha visto le vittorie di corridori di livello internazionale quali Tommy Prim e Joop Zoetemelk, oltre a Rolf Sørensen e Tony Rominger (futuro vincitore del Giro d'Italia), che ottennero ben due affermazioni a testa; tra i piazzati di quel periodo vi furono anche Gerrie Knetemann, Rolf Gölz, Charly Mottet, Zenon Jaskuła e 
Erich Mächler. 
Negli anni successivi vi furono le affermazioni di campioni italiani quali Maurizio Fondriest, Giorgio Furlan e Francesco Casagrande, tra i grandi delle corse di un giorno degli anni '90.

### 1997-2010: i primi anni all'RCS Sport
L'edizione 1997 fu la prima organizzata da RCS Sport, già gestore di corse come il Giro d'Italia e altre classiche italiane; il successo lo ottenne Roberto Petito, dopodiché si ebbero le vittorie di Michele Bartoli e Abraham Olano.
A partire dal 2002 la corsa vide trionfatori corridori di caratura internazionale, quali Erik Dekker, e i campioni del mondo Paolo Bettini e Oscar Freire; tuttavia, subì un leggero periodo di flessione dato dall'uscita dall'UCI ProTour voluto dall'RCS.

### 2011-presente: l'inserimento nel World Tour

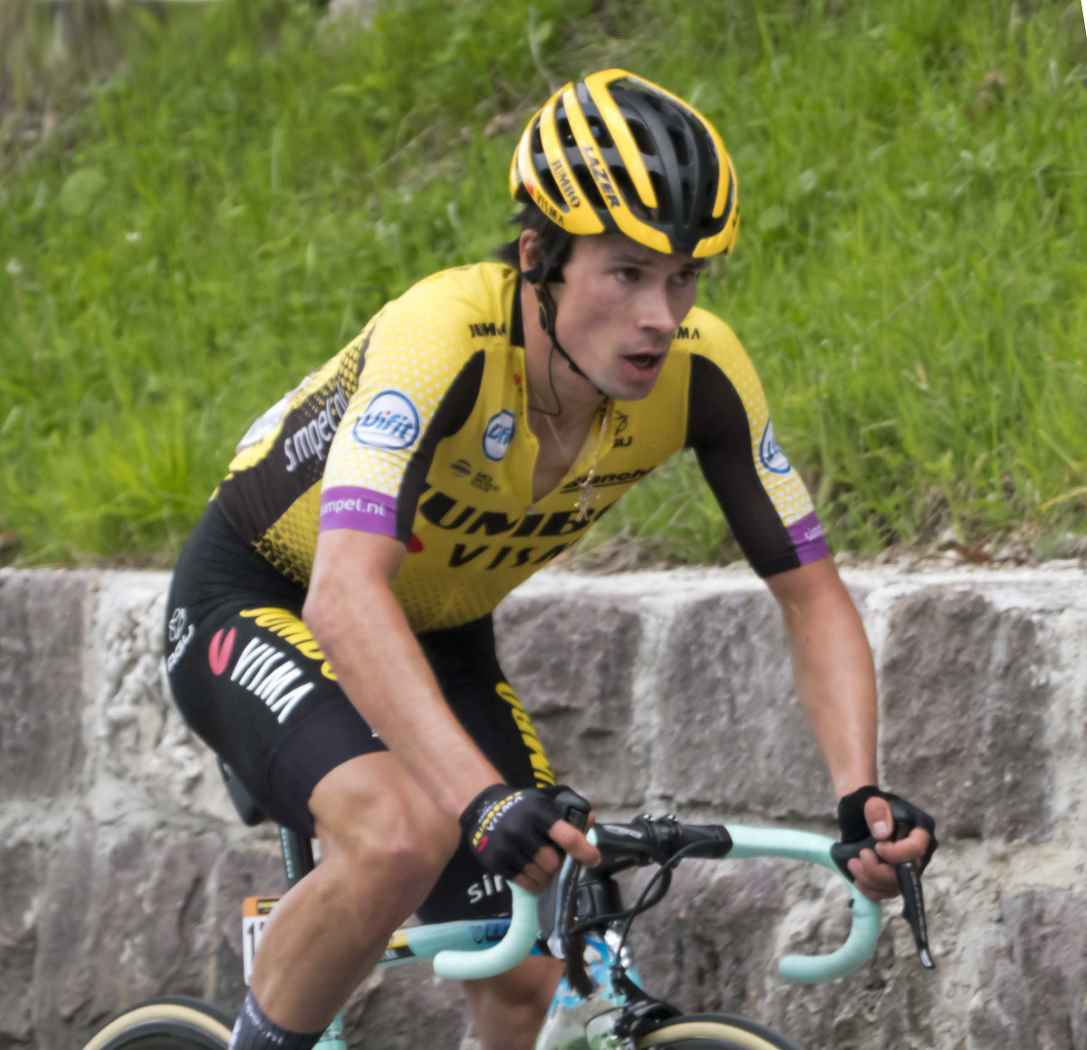
Primoz Roglic, vincitore dell'edizione 2023

A partire dal 2011 la corsa fa parte dell'UCI World Tour, massima competizione mondiale a punti nata proprio in quell'anno.
Da quello stesso anno in poi la gara ha presentato regolarmente delle tappe di montagna sugli Appennini, il che consente agli specialisti dei Grandi Giri di mettersi alla prova all'inizio della stagione in preparazione delle gare a tappe che arriveranno più avanti nel corso dell'anno. I vincitori del Tour de France Vincenzo Nibali, Cadel Evans e Alberto Contador sono nella lista dei vincitori della corsa dal 2010 al 2019.
L'edizione 2020, inizialmente prevista per marzo, è stata posticipata dall'8 al 14 settembre, a causa della pandemia di COVID-19.
Dal 2021 in poi si ebbero nuove affermazioni di grandi campioni quali Tadej Pogacar e Jonas Vingegaard.

## Albo d'oro
Aggiornato all'edizione 2025
| Anno | Vincitore            | Secondo                | Terzo                    |
| ---- | -------------------- | ---------------------- | ------------------------ |
| 1966 | Dino Zandegù         | Vito Taccone           | Rolf Maurer              |
| 1967 | Franco Bitossi       | Carmine Preziosi       | Vito Taccone             |
| 1968 | Claudio Michelotto   | Italo Zilioli          | Rudi Altig               |
| 1969 | Carlo Chiappano      | Albert Van Vlierberghe | Giuseppe Fezzardi        |
| 1970 | Antoon Houbrechts    | Italo Zilioli          | Felice Gimondi           |
| 1971 | Italo Zilioli        | Georges Pintens        | Marcello Bergamo         |
| 1972 | Roger De Vlaeminck   | Josef Fuchs            | Tomas Pettersson         |
| 1973 | Roger De Vlaeminck   | Frans Verbeeck         | Gösta Pettersson         |
| 1974 | Roger De Vlaeminck   | Knut Knudsen           | Simone Fraccaro          |
| 1975 | Roger De Vlaeminck   | Knut Knudsen           | Wladimiro Panizza        |
| 1976 | Roger De Vlaeminck   | Eddy Merckx            | Gianbattista Baronchelli |
| 1977 | Roger De Vlaeminck   | Francesco Moser        | Giuseppe Saronni         |
| 1978 | Giuseppe Saronni     | Knut Knudsen           | Francesco Moser          |
| 1979 | Knut Knudsen         | Giuseppe Saronni       | Giovanni Battaglin       |
| 1980 | Francesco Moser      | Alfons De Wolf         | Dante Morandi            |
| 1981 | Francesco Moser      | Raniero Gradi          | Marino Amadori           |
| 1982 | Giuseppe Saronni     | Gerrie Knetemann       | Greg LeMond              |
| 1983 | Roberto Visentini    | Gerrie Knetemann       | Francesco Moser          |
| 1984 | Tommy Prim           | Erich Mächler          | Roberto Visentini        |
| 1985 | Joop Zoetemelk       | Acácio da Silva        | Stefan Mutter            |
| 1986 | Luciano Rabottini    | Francesco Moser        | Giuseppe Petito          |
| 1987 | Rolf Sørensen        | Giuseppe Calcaterra    | Tony Rominger            |
| 1988 | Erich Mächler        | Tony Rominger          | Rolf Sørensen            |
| 1989 | Tony Rominger        | Rolf Gölz              | Charly Mottet            |
| 1990 | Tony Rominger        | Zenon Jaskuła          | Gilles Delion            |
| 1991 | Herminio Díaz Zabala | Federico Ghiotto       | Raúl Alcalá              |
| 1992 | Rolf Sørensen        | Raúl Alcalá            | Fabian Jeker             |
| 1993 | Maurizio Fondriest   | Andrei Tchmil          | Stefano Della Santa      |
| 1994 | Giorgio Furlan       | Evgenij Berzin         | Stefano Colagè           |
| 1995 | Stefano Colagè       | Maurizio Fondriest     | Dmitrij Konyšev          |
| 1996 | Francesco Casagrande | Oleksandr Hončenkov    | Gianluca Pianegonda      |
| 1997 | Roberto Petito       | Gianluca Pianegonda    | Beat Zberg               |
| 1998 | Rolf Järmann         | Franco Ballerini       | Jens Heppner             |
| 1999 | Michele Bartoli      | Davide Rebellin        | Stefano Garzelli         |
| 2000 | Abraham Olano        | Jan Hruška             | Juan Carlos Domínguez    |
| 2001 | Davide Rebellin      | Gabriele Colombo       | Michael Boogerd          |
| 2002 | Erik Dekker          | Danilo Di Luca         | Óscar Freire             |
| 2003 | Filippo Pozzato      | Danilo Di Luca         | Ruggero Marzoli          |
| 2004 | Paolo Bettini        | Óscar Freire           | Erik Zabel               |
| 2005 | Óscar Freire         | Alessandro Petacchi    | Fabrizio Guidi           |
| 2006 | Thomas Dekker        | Jörg Jaksche           | Alessandro Ballan        |
| 2007 | Andreas Klöden       | Kim Kirchen            | Aleksandr Vinokurov      |
| 2008 | Fabian Cancellara    | Enrico Gasparotto      | Thomas Löfkvist          |
| 2009 | Michele Scarponi     | Stefano Garzelli       | Andreas Klöden           |
| 2010 | Stefano Garzelli     | Michele Scarponi       | Cadel Evans              |
| 2011 | Cadel Evans          | Robert Gesink          | Michele Scarponi         |
| 2012 | Vincenzo Nibali      | Chris Horner           | Roman Kreuziger          |
| 2013 | Vincenzo Nibali      | Chris Froome           | Alberto Contador         |
| 2014 | Alberto Contador     | Nairo Quintana         | Roman Kreuziger          |
| 2015 | Nairo Quintana       | Bauke Mollema          | Rigoberto Urán           |
| 2016 | Greg Van Avermaet    | Peter Sagan            | Bob Jungels              |
| 2017 | Nairo Quintana       | Rohan Dennis           | Thibaut Pinot            |
| 2018 | Michał Kwiatkowski   | Damiano Caruso         | Geraint Thomas           |
| 2019 | Primož Roglič        | Adam Yates             | Jakob Fuglsang           |
| 2020 | Simon Yates          | Geraint Thomas         | Rafał Majka              |
| 2021 | Tadej Pogačar        | Wout Van Aert          | Mikel Landa              |
| 2022 | Tadej Pogačar        | Jonas Vingegaard       | Mikel Landa              |
| 2023 | Primož Roglič        | João Almeida           | Tao Geoghegan Hart       |
| 2024 | Jonas Vingegaard     | Juan Ayuso             | Jai Hindley              |
| 2025 | Juan Ayuso           | Filippo Ganna          | Antonio Tiberi           |

## Statistiche

### Vittorie per nazione
Aggiornato al 2025
| Pos. | Paese         | Vittorie |
| ---- | ------------- | -------- |
| 1    | Italia        | 24       |
| 2    | Belgio        | 8        |
| 3    | Svizzera      | 5        |
| 3    | Spagna        | 5        |
| 5    | Slovenia      | 4        |
| 6    | Paesi Bassi   | 3        |
| 6    | Danimarca     | 3        |
| 8    | Colombia      | 2        |
| 9    | Norvegia      | 1        |
| 9    | Svezia        | 1        |
| 9    | Germania      | 1        |
| 9    | Australia     | 1        |
| 9    | Polonia       | 1        |
| 9    | Gran Bretagna | 1        |

### Plurivincitori
Un corridore ha ottenuto sei vittorie:
- Roger De Vlaeminck nel 1972, 1973, 1974, 1975, 1976 e 1977.

Otto corridori hanno ottenuto due vittorie:
- Giuseppe Saronni nel 1978 e 1982;
- Francesco Moser nel 1980 e 1981;
- Rolf Sørensen nel 1987 e 1992;
- Tony Rominger nel 1989 e 1990;
- Vincenzo Nibali nel 2012 e 2013;
- Nairo Quintana nel 2015 e 2017;
- Primož Roglič nel 2019 e 2023;
- Tadej Pogačar nel 2021 e 2022.

### Vittorie di tappa
Aggiornato all'edizione 2025
| Pos. | Nome                | Nazione    | Vittorie |
| ---- | ------------------- | ---------- | -------- |
| 1    | Roger De Vlaeminck  | Belgio     | 15       |
| 2    | Óscar Freire        | Spagna     | 11       |
| 3    | Giuseppe Saronni    | Italia     | 8        |
| 3    | Moreno Argentin     | Italia     | 8        |
| 3    | Alessandro Petacchi | Italia     | 8        |
| 6    | Peter Sagan         | Slovacchia | 7        |
| 6    | Erik Zabel          | Germania   | 7        |
| 8    | Franco Bitossi      | Italia     | 6        |
| 8    | Rolf Sørensen       | Danimarca  | 6        |
| 8    | Ján Svorada         | Rep. Ceca  | 6        |
| 8    | Paolo Bettini       | Italia     | 6        |
| 8    | Fabian Cancellara   | Svizzera   | 6        |